# 小中山町
小中山町（こなかやまちょう）は、愛知県田原市の地名。25の小字が設置されている。

## 地理

### 字一覧
字名は以下の通りである。
| - 一膳松（いちぜんまつ） - 一分（いちわけ） - 一本松（いっぽんまつ） - 後江小砂（うしろえこすな） - 沖田（おきだ） - 曲尺手（かねんて） - 北郷（きたごう） - 北浜新田（きたはましんでん） - 久エ森（きゅうえもり） - 小森上（こもりうえ） - 小森植松（こもりうえまつ） - 小森下（こもりした） - 新田一本松下（しんでんいっぽんまつした） | - 水門（すいもん） - 水門上（すいもんうえ） - 立馬崎（たつまざき） - 田端（たばた） - 塚土（つかど） - 西山（にしやま） - 八幡上（はちまんうえ） - 深田（ふかだ） - 藤原（ふじわら） - 万灯松（まんとうまつ） - 南郷（みなみごう） - 山二新田（やまにしんでん） |

## 世帯数と人口
2015年（平成27年）10月1日現在の世帯数と人口は以下の通りである。
| 町丁     | 世帯数  | 人口    |
| -------- | ------- | ------- |
| 小中山町 | 594世帯 | 2,063人 |

### 人口の変遷
国勢調査による人口の推移
| 2005年（平成17年） | 2,426人 | [ 6 ] |  |
| 2010年（平成22年） | 2,272人 | [ 7 ] |  |
| 2015年（平成27年） | 2,063人 | [ 2 ] |  |

## 学区
市立小・中学校に通う場合、学区は以下の通りとなる。また、公立高等学校に通う場合の学区は以下の通りとなる。
| 番・番地等 | 小学校             | 中学校             | 高等学校 |
| ---------- | ------------------ | ------------------ | -------- |
| 全域       | 田原市立中山小学校 | 田原市立福江中学校 | 三河学区 |

## 交通
- 愛知県道418号小中山伊良湖線
- 愛知県道421号小中山保美線

## 施設
- JERA渥美火力発電所
- 田原臨海風力発電所
- 渥美中山郵便局
- 立馬崎灯台
- 藤原古墳

## その他

### 日本郵便
- 郵便番号 : 441-3618[3]（集配局：渥美郵便局[10]）。